# Sophie Wotschke

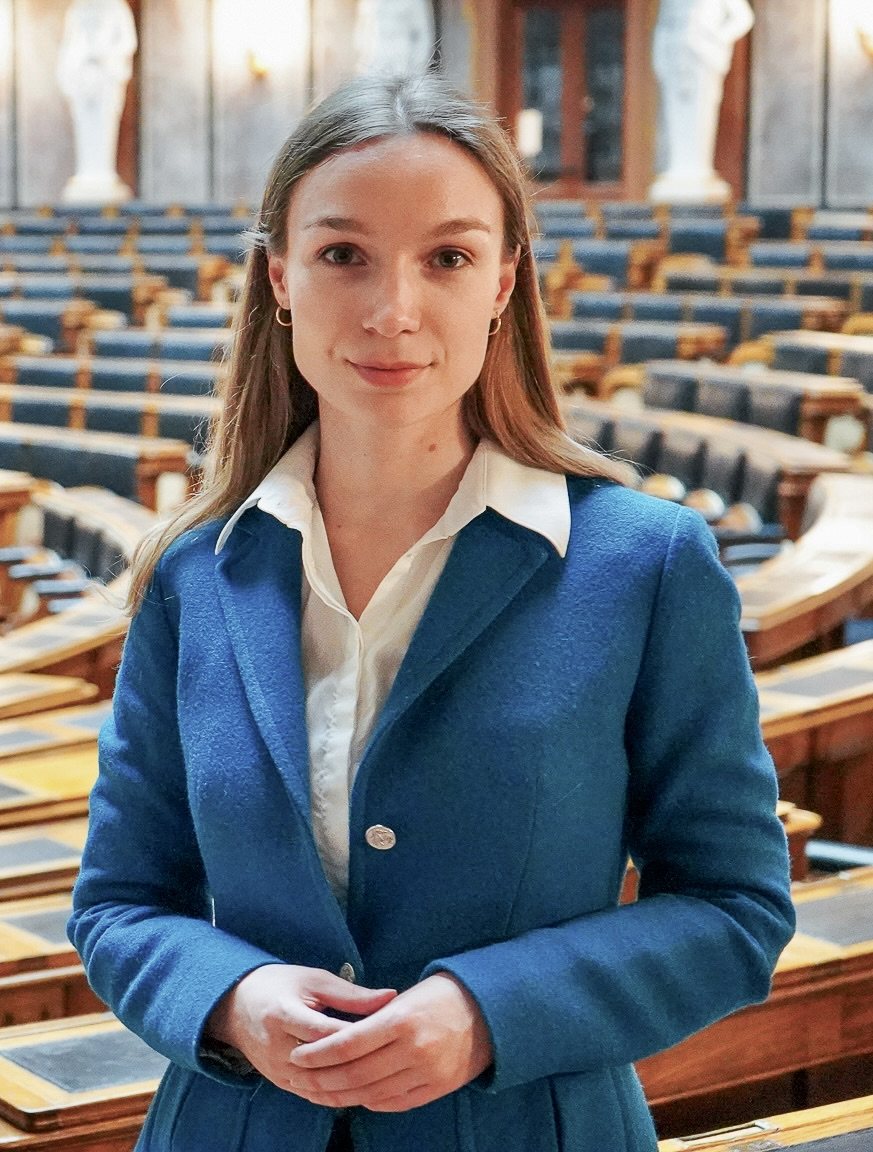
Sophie Wotschke (2025)

Sophie Marie Wotschke (* 24. Juli 1998 in Wien) ist eine österreichische Politikerin (NEOS). Sie ist seit November 2022 Bundesvorsitzende der JUNOS, der Jugendorganisation der NEOS. Seit dem 24. Oktober 2024 ist sie Abgeordnete zum Nationalrat.

## Leben
Wotschke wuchs in Mödling auf und besuchte dort das Bundesrealgymnasium Keimgasse. Sie studierte von 2016 bis 2020 Rechtswissenschaften an der Universität Wien. Des Weiteren studierte sie Politikwissenschaft und Volkswirtschaftslehre. Während ihrer Studienzeit absolvierte sie diverse Praktika in juristischen Kanzleien. Von 2021 bis 2024 arbeitete Wotschke für eine österreichische Anwaltskanzlei als Rechtsanwaltsanwärterin.

### Politische Tätigkeit
Wotschke trat 2017 den JUNOS – Junge liberale NEOS, der Jugendorganisation der Partei NEOS – Das Neue Österreich und Liberales Forum, bei. 2019 wurde sie in den Vorstand der JUNOS Studierenden, einem Zweigverein der JUNOS, gewählt. Wotschke trat 2021 als Spitzenkandidatin der JUNOS Studierenden bei den ÖH-Wahlen an und konnte mit 11,3 % einen leichten Zugewinn für JUNOS erreichen. Auf dem Bundeskongress der JUNOS am 4. November 2022 in Wien wurde Wotschke zur Bundesvorsitzenden der JUNOS gewählt. Die bisherige Vorsitzende Anna Stürgkh hatte sich nicht mehr zur Wahl gestellt. Am 25. Oktober 2024 wurde Wotschke mit 92,4 % für eine weitere Periode als Bundesvorsitzende bestätigt.
Im Juli 2024 wurde sie in den Parteivorstand von NEOS, im November 2024 in das Landesteam von NEOS Niederösterreich gewählt.
Wotschke kandidierte bei der Nationalratswahl 2024 jeweils auf dem fünften Listenplatz im Landeswahlkreis Niederösterreich sowie der Bundesliste der NEOS. Sie schaffte den Einzug und wurde am 24. Oktober 2024 als Nationalratsabgeordnete in der XXVIII. Gesetzgebungsperiode angelobt. Im NEOS-Parlamentsklub ist sie seit Februar 2025 Sprecherin für Bauten und Wohnen sowie Jugend, seit März 2025 zudem Sprecherin für Asyl und Migration.

## Themen und politische Positionen
Wotschke stellt sich als Vertreterin eines ganzheitlichen Liberalismus dar, als dessen Kern sie die Einschränkung politischer Macht nennt. Als zentrales politisches Anliegen nennt sie die Erneuerung des Aufstiegsversprechens. „Fleiß und Leistung dürfen und müssen wieder einen Unterschied machen“. Sie fordert mehr Generationengerechtigkeit und weniger “zukunftsvergessene Gießkannenpolitik”. Wotschke spricht sich gegen Frauenquoten aus.